# Stewart B. McKinney
Pour les articles homonymes, voir McKinney.
Stewart Brett McKinney, né le 30 janvier 1931 à Pittsburgh et mort le 7 mai 1987 à Washington, est un homme politique américain. Membre du Parti républicain il est élu du Connecticut à la Chambre des représentants des États-Unis de 1971 à sa mort.

## Biographie
Alors étudiant à Princeton, McKinney rejoint la United States Air Force de 1951 à 1955 et devient sergent. Il est diplômé de Yale en 1958.
Marchand de pneus à Fairfield, il s'engage au sein du Parti républicain et se présente aux élections municipales en 1965, mais il est battu. L'année suivante, il est élu à la Chambre des représentants du Connecticut. Il y dirige la minorité républicaine durant son deuxième mandat (1969-1970).

### Représentants des États-Unis
En 1970, il est élu à la Chambre des représentants des États-Unis dans le 4e district du Connecticut. Il est réélu représentant tous les deux ans jusqu'à sa mort. Républicain libéral, il représente un district où les démocrates sont plus nombreux que les républicains.
Membre de la commission sur la banque, la finance et les affaires urbaines, il a popularisé l'expression too big to fail lors du sauvetage de la Continental Illinois Bank par le gouvernement. Engagé en faveur des sans-abris, une loi d'aide aux sans-abris porte son nom, le McKinney–Vento Homeless Assistance Act (en).

### Décès
En avril 1987, McKinney est déclaré séropositif alors qu'il est hospitalisé pour une gastroentérite et des infections respiratoires. Il meurt d'une pneumonie liée au virus le 7 mai 1987, à l'âge de 56 ans. À l'époque, son médecin affirme qu'il a été infecté par le VIH lors de transfusions sanguines,. Cependant, la presse se fait l'écho des relations homosexuelles de McKinney, connues à Capitol Hill,. Probablement bisexuel, il aurait contracté la maladie lors de rapports sexuels avec d'autres hommes.
Le National Wildlife Refuge du Connecticut est renommé Stewart B. McKinney National Wildlife Refuge (en) en son honneur.
Après son décès, sa femme Lucie C. McKinney milite contre le sida. Fille de Briggs Cunningham, elle meurt en 2014 à l'âge de 80 ans. L'un de leurs cinq enfants, John P. McKinney, devient par la suite le chef de la minorité républicaine au Sénat du Connecticut.